# Pseudonannolene longicornis
Pseudonannolene longicornis är en mångfotingart som först beskrevs av Carl Oscar von Porat 1888.  Pseudonannolene longicornis ingår i släktet Pseudonannolene och familjen Pseudonannolenidae. Inga underarter finns listade i Catalogue of Life.